# Richard Mattis
Richard Mattis (* 12. Mai 1886 in Wien; † 2. Mai 1946) war ein Wiener Archivar. 
Mattis legte 1907 die Matura ab, studierte in Wien Geschichte und wurde 1912 zum Dr. phil. promoviert. Er war Mitglied der Studentenverbindung  Austria Wien und Vertrauensmann der Vaterländischen Front.
Seit Mitte April 1912 arbeitete er im Stadtarchiv. Die Staatsprüfung am Institut für österreichische  Geschichtsforschung legte er 1914 ab. Von August 1916 bis November 1918 leistete er Militärdienst. Nach dem Tod von Otto Hellmuth Stowasser wurde Mattis als Dienstältester am 23. November 1934 dessen Nachfolger als Direktor des Stadtarchivs. Am 16. Mai 1938 wurde er pensioniert. 